# Långtjärnen (Sorsele socken, Lappland, 728779-155046)
Långtjärnen är en sjö i Sorsele kommun i Lappland och ingår i Umeälvens huvudavrinningsområde.